# Supercopa de San Marino 2022
La Supercopa de San Marino 2022 fue la X edición del torneo. Se disputó a un único partido el 30 de agosto de 2022 en el Campo di Acquaviva en Acquaviva.  
Esta edición de la Supercopa enfrentó el campeón de Liga de la temporada 2021/22, La Fiorita y el Tre Fiori, campeón de la Copa Titano de la misma temporada.
Tre Fiori se impuso por 2-1 al La Fiorita  adjudicándose el título por segunda vez.

## Participantes
|  | La Fiorita |  |  | Campeón del Campeonato Sanmarinense (2021-22) |
|  | Tre Fiori  |  |  | Campeón de la Copa Titano (2021-22)           |

## Final
| 30 de agosto de 2022, 20:45 | La Fiorita       | 1:2 (0:0) (t. s.) | Tre Fiori                               | Campo di Acquaviva, Acquaviva |                           |
|                             | Grani 80' (a.g.) | Reporte           | De Lucia 75' · Gjurchinoski 120' (pen.) | Árbitro(s): Antonio Ucini     | Árbitro(s): Antonio Ucini |

### Campeón
| Campeón Supercopa de San Marino 2022 |
| ------------------------------------ |
| Tre Fiori 2° título                  |